# رز یادگار کلادیوس پرنه
رز یادگار کلادیوس پرنت یا رز سوونیر دِ کلادیوس پرنت (به فرانسوی: Rosa 'Souvenir de Claudius Pernet') یکی از رقم‌های رز است.  
در سال ۱۹۲۰ میلادی، بعد از ۴۷ سال تحقیق ژوزف پرنت-داچر (۱۹۲۸–۱۸۵۹) توانست برای نخستین رز دورگهٔ چایِ چهارفصلی با رنگ زرد خالص بنام رز سوونیر دِ کلادیوس پرنت را به وجود بیاورد که از نظر رنگ شباهت زیادی با رز زرد ایرانی دارد. نخستین رز زرد رنگ دورگهٔ چای جهان رز آفتاب طلایی به تلفظ فرانسوی رز سولیل دِ اور نام دارد که در سال ۱۹۰۰ میلادی توسط ژوزف پرنت-داچر به جهان معرفی شد البته رنگ رز سولیل دِ اور را نمی‌توان رنگ زرد خالص در نظر گرفت.